# 點藍子魚
點藍子魚（學名：Siganus guttatus）又稱点斑蓝子鱼、星藍子魚、點臭肚魚，俗名臭肚、象魚、深水泥鯭、泥鯭，為輻鰭魚綱鱸形目刺尾魚亞目藍子魚科的一種鱼。1787年，德國醫生兼博物學家馬庫斯·埃利澤·布洛赫(Marcus Elieser Bloch)首次正式描述，稱為Chaetodon guttatus，其模式產地為東印度群島。

## 分布
本魚印度西太平洋區，包括斯里蘭卡、安達曼海、泰國、緬甸、馬來西亞、菲律賓、日本、台灣、越南、中國沿海、印尼、新幾內亞、澳洲、密克羅尼西亞、帛琉、馬里亞納群島、馬紹爾群島、諾魯、所羅門群島、斐濟群島、新喀里多尼亞、東加、萬納杜等海域。

## 分度
水深0至6公尺。

## 特徵
本魚體呈橢圓形且側扁，體長約為體高的2倍，尾鰭稍凹入幾乎呈截形。魚體背部褐色，腹部呈淡棕色。頭部、體側、尾柄上散佈許多金黃色斑點，斑點的大小較斑間距大。其幼魚的體側斑點常互相連結成縱長斑。在背鰭基部下方具一黃色鞍狀斑，在吻部和鰓蓋間有數條藍色不連續縱帶。背鰭硬棘13枚、軟條10枚；臀鰭硬棘7枚、軟條9枚。體長可達45公分。另外各鰭鰭棘上有毒腺，被刺到會引起劇痛，須小心。

## 生態
本魚属于暖水性浅海鱼类，幼魚出現在河口附近的海草床上，成魚出現在岩礁或珊瑚礁，成群活動，主要以藻類為食。

## 經濟利用
肉質鮮美的良好食用魚，適合煮薑絲清湯或鹽燒，也可做為觀賞魚。